# Ivan Aleksandrovich Serov
Ivan Aleksandrovich Serov (tiếng Nga: Ава́н Алексáндрович Серóв; 13 tháng 8 năm 1905 - 1 tháng 7 năm 1990) là lãnh đạo nổi bật của các cơ quan an ninh và tình báo Xô viết, người đứng đầu KGB từ tháng 3 năm 1954 đến tháng 12 năm 1958. giữa năm 1958 và 1963. Ông là Phó ủy viên của NKVD dưới Lavrentiy Beria, và đóng một vai trò quan trọng trong các mưu đồ chính trị sau cái chết của Joseph Stalin. Serov đã giúp thiết lập một loạt các lực lượng cảnh sát bí mật ở Trung và Đông Âu, và đóng một vai trò quan trọng trong việc nghiền nát Cách mạng Hungary năm 1956.
Serov đứng đầu cả cơ quan tình báo chính trị (KGB) và cơ quan tình báo quân sự (GRU), khiến ông trở nên nổi bật trong lịch sử Xô viết. Trong lực lượng an ninh của Liên Xô, Serov được biết đến rộng rãi và tự hào với các đồng nghiệp của mình rằng ông có thể "phá vỡ mọi xương trong cơ thể của một người đàn ông mà không giết chết anh ta".

## Cuộc sống ban đầu và sự nghiệp quân sự
Serov sinh ngày 13 tháng 8 năm 1905, ở Afimskoe, một ngôi làng thuộc Vologda của Đế chế Nga, trong một gia đình người Nga. Những thay đổi lớn ở Nga xảy ra trong thời thơ ấu của ông, đỉnh điểm là cuộc Cách mạng Bolshevik vào tháng 11 năm 1917. Năm 1923, khi ông 18 tuổi, ông gia nhập Hồng quân ngay sau khi Nội chiến Nga kết thúc; năm 1926, ông trở thành thành viên của Đảng Cộng sản Liên Xô, và tốt nghiệp Trường Leningrad với chức danh Sĩ quan Pháo binh năm 1928. Một bước tiến quan trọng trong sự nghiệp của ông với tư cách là một sĩ quan Hồng quân là tham gia vào các khóa học cao học tại Học viện Quân sự Frunze danh giá vào giữa những năm 1930. Năm 1939, Serov gia nhập NKVD.

## Trong Thế chiến II
Serov trở thành Ủy viên Ucraina của NKVD năm 1939, và từ thời điểm này trở đi, ông đóng một vai trò quan trọng trong nhiều hành động của cảnh sát mật Liên Xô trong Thế chiến II, giúp tổ chức trục xuất người Chechnya và những người từ các nước vùng Baltic, trở thành cánh tay phải của Beria vào năm 1941. Tạp chí Time đã cáo buộc ông chịu trách nhiệm về cái chết của "hàng trăm ngàn nông dân Ucraina" trong thời gian này. Serov cũng là một đồng nghiệp ở Ukraine của Nikita Khrushchev, người đứng đầu nhà nước tại địa phương. Ông là một trong những quan chức hàng đầu chịu trách nhiệm về vụ thảm sát Katyn của sĩ quan Ba Lan.
Năm 1941, Serov được thăng chức trở thành Phó ủy viên của NKVD, phục vụ dưới quyền Beria, Serov chịu trách nhiệm trục xuất nhiều người da trắng. Ông đã ban hành cái gọi là Hướng dẫn Serov, mà các thủ tục chi tiết cho việc trục xuất hàng loạt người dân từ các nước vùng Baltic. Ông cũng điều phối việc trục xuất hàng loạt người Crimea từ Crimean ASSR vào cuối Thế chiến II.
Serov là một trong những nhân vật cao cấp tại SMERSH, bộ phận thời chiến của quân đội Hồng quân, Hải quân và NKVD. Serov đã thành lập Bộ Công an Ba Lan, cảnh sát mật Ba Lan cho đến năm 1956, làm cố vấn và tổ chức chính của Liên Xô. Serov đã tổ chức cuộc đàn áp Armia Krajowa với tư cách Phó Ủy viên, giúp mang lại kỷ nguyên lịch sử Ba Lan của Stalin.

## Sau chiến tranh
Năm 1945, Serov được chuyển sang Mặt trận Belorussian thứ 2 và đến Berlin vào tháng 05 năm đó. Ông ở đó cho đến năm 1947 và giúp tổ chức việc xây dựng Stasi, cảnh sát mật vụ Đông Đức.

### Chủ tịch KGB
Sau cái chết của Stalin, Serov, cánh tay phải của Beria, đã phản bội Beria. Serov âm mưu với các sĩ quan của GRU chống lại Beria để tránh sự sụp đổ của mình. Serov là một trong số ít thành viên cao cấp của cảnh sát mật sống sót sau vụ việc. Năm 1954, Serov trở thành Giám đốc của KGB và là người đứng đầu của cảnh sát mật của Liên Xô.

### Hungary
Serov đóng một vai trò quan trọng trong cuộc khủng hoảng Hungary, ông gửi báo cáo tới điện Kremlin từ Budapest, và hộ tống các nhà lãnh đạo Liên Xô Anastas Mikoyan và Mikhail Suslov thông qua một tàu sân bay bọc thép tiến vào Budapest ngày 24 tháng 10.
Năm 1956, Cách mạng Hungary lật đổ chính phủ Cộng sản Hungary đương thời, và để đáp lại, János Kádár đã thành lập một chính phủ mới trung thành với Moscow. Serov chịu trách nhiệm bắt giữ những người ủng hộ Imre Nagy, những người đang cố gắng đàm phán với các quan chức quân đội Liên Xô. Serov đã tổ chức trục xuất người Hungary. Serov đã phối hợp việc bắt cóc Pál Maléter, tướng Hungary và làm gián đoạn các cuộc đàm phán hòa bình giữa Hồng quân và các lực lượng Hungary.

### Bị loại bỏ và qua đời
Serov bị loại khỏi vị trí Giám đốc của KGB năm 1958 sau khi Nikita Khrushchev gợi ý. Serov trở thành giám đốc của GRU.
Trong cuộc khủng hoảng tên lửa Cuba, Serov trợ giúp các nhà lãnh đạo Liên Xô đối chọi với Mỹ. Sau sự thất bại của Liên Xô để giành được thế thượng phong trong cuộc khủng hoảng, Serov đã bị sa thải. Năm 1965, ông bị tước bỏ tư cách thành viên Đảng của mình, điều này đã làm cho sự nghiệp của ông chấm dứt.
Serov qua đời năm 1990, một năm trước khi Liên Xô tan rã và vài tháng sau khi các quốc gia vùng Baltic tuyên bố khôi phục lại sự độc lập của họ.

### Nhân cách
Các chi tiết thú vị về tính cách của Serov được mô tả trong các hồ sơ của MI5 là "một nhà tổ chức tài năng với tâm trí xảo quyệt".

## Lược sử quân hàm
- Thiếu tá (Майор; 1936)
- Thanh tra An ninh nhà nước (Майор государственной безопасности; 15.02.1939)
- Thanh tra cao cấp An ninh nhà nước (Старший майор государственной безопасности; 30.04.1939)
- Ủy viên An ninh nhà nước bậc 3 (Комиссар государственной безопасности 3-го ранга; 04.09.1939)
- Ủy viên An ninh nhà nước bậc 2 (Комиссар государственной безопасности 2-го ранга; 04.02.1943)
- Thượng tướng (Генерал-полковник; 09.07.1945, chuyển đổi từ cấp bậc Ủy viên An ninh nhà nước bậc 2)
- Đại tướng (Генерал армии; 08.08.1955)
- Thiếu tướng (Генерал-майор; giáng quân hàm 07.03.1963)[1]